# Mouvement autonomiste des Nouvelles-Hébrides
Le Mouvement autonomiste des Nouvelles-Hébrides (MANH) est un parti politique de la droite francophile anti-indépendantiste dans les années 1970 au condominium franco-britannique des Nouvelles-Hébrides.

## Histoire
Le MANH est fondé fin décembre 1973 à Espiritu Santo par l'instituteur français Michel Thévenin ainsi que « des colons français et des Néo-hébridais francophones », en réaction à une manifestation organisée par les indépendantistes anglophones du Parti national des Nouvelles-Hébrides (PNNH) devant les locaux du commissaire-résident français, manifestation menée par Kalkot Matas,. Pro-France et « lié à des mouvements de droite en Nouvelle-Calédonie », le MANH s'oppose à la demande du PNNH d'une indépendance quasi-immédiate des Nouvelles-Hébrides ; il préconise au contraire l'instauration d'une autonomie progressive, à commencer par la mise en place de conseils municipaux élus pour encourager une conscience et une pratique politiques progressives ainsi que « la coopération entre tous les habitants de l’archipel », autochtones et colons. Le MANH est le principal parti francophone et dit « modéré » (c'est-à-dire opposé au PNNH) à Luganville et sur l'île d'Espiritu Santo, tandis que l'Union des communautés des Nouvelles-Hébrides (UCNH) en est le principal à Port-Vila et sur l'île d'Éfaté.
En 1974, le MANH s'associe au Nagriamel, mouvement autochtone néo-traditionaliste et régionaliste sur l'île de Santo, mené par Jimmy Stevens. Stevens est fait vice-président du MANH (Aimé Maléré étant le président), et les deux partis présentent des candidats communs aux élections municipales puis législatives de 1975. Aux premières élections municipales à Luganville, en août, l'alliance remporte quinze des seize sièges au conseil municipal, permettant à Michel Noël (MANH) de devenir le premier maire de la ville. Aux premières élections législatives dans la colonie en novembre 1975, l'UCNH de Rémy Delaveuve obtient d'excellents résultats à Port-Vila et le PNNH remporte les élections d'ensemble avec une majorité absolue des sièges, tandis que le MANH et le Nagriamel n'obtiennent que deux élus à l'Assemblée représentative des Nouvelles-Hébrides, tous deux du MANH : Thomas Tungu, élu député de la circonscription recouvrant Ambae et Maewo, et Michel Thévenin lui-même dans la circonscription rurale de Santo. À Luganville, les candidats de l'alliance (Georges Cronsteadt, Michel Noël et Francis Henderson) sont balayés par ceux du PNNH : Shem Rarua, Philibert de Montgremier et Mary Gilu,.
Après son échec aux élections législatives de novembre 1975, le MANH se radicalise. Il organise d'importantes manifestations à partir de décembre, contestant les résultats des élections, boycottant l'Assemblée représentative, demandant la tenue d'un nouveau scrutin, puis exigeant le départ des représentants britanniques à Espiritu Santo. Le parti écrit au président français Valéry Giscard d'Estaing pour demander le maintien de la présence française aux Nouvelles-Hébrides et une pression de la part de la France pour obtenir le départ des Britanniques. Fin décembre, pour maintenir son alliance avec le Nagriamel, Aimé Maléré pour le MANH signe en outre « à contrecœur » une déclaration d'indépendance de Santo sous l'autorité de Jimmy Stevens, déclaration qui n'est suivie d'aucune mise en pratique. Le PNNH ayant adopté à son tour une stratégie de boycott de l'Assemblée représentative, de nouvelles élections législatives se tiennent en novembre 1977. Le PNNH n'y participe pas, ce qui permet au MANH d'y remporter cinq sièges (sur les trente-neuf à pourvoir), son allié le Nagriamel y en obtenant sept. Aimé Maléré est le représentant du MANH au gouvernement d'union des partis modérés qui en résulte, le premier gouvernement responsable de l'histoire de la colonie, mené par George Kalsakau : le chef du MANH y est nommé ministre du Commerce, de l'Industrie et du Tourisme,. 
En décembre 1978, dans un souci d'apaisement, le gouvernement Kalsakau cède la place à un gouvernement d'union nationale qui inclut le PNNH. Ce gouvernement est mené par Gérard Leymang, issu de l'UCNH, avec pour vice-Premier ministre le chef du PNNH, Walter Lini. Aimé Maléré y demeure le représentant du MANH et conserve ses portefeuilles ministériels,. S'ensuivent les élections législatives de novembre 1979, pour lesquelles la quasi-totalité des partis « modérés », dont le MANH, s'assemblent en un Parti fédéral des Nouvelles-Hébrides (PFNH), prônant un modèle de décentralisation et de dévolution du pouvoir face au modèle d'État unitaire et de pouvoir centralisé voulu par le PNNH. 
Le PNNH remporte très largement les élections, et forme seul un gouvernement pour mener le pays très rapidement à l'indépendance, refusant de maintenir l'entente avec les modérés francophones. (Parmi les sept élus des partis modérés, Thomas Tungu et Georges Cronsteadt sont issus du MANH.) En réaction, le MANH ainsi que le parti Tabwemassana et le Parti fren mélanésien se joignent à une nouvelle proclamation de l'indépendance de l'île d'Espiritu Santo par le Nagriamel de Jimmy Stevens, effective à partir de la fin mai 1980. Ils fondent ensemble la « république du Vemarana ». Les Nouvelles-Hébrides deviennent indépendantes avec le nom de Vanuatu en juillet, et le gouvernement de Walter Lini réprime le Vemarana par la force des armes. Aimé Maléré est condamné en septembre à deux ans et demi de prison, puis relâché par le gouvernement Lini en novembre 1981 au nom de la réconciliation du pays. En 1981 également, le MANH disparaît en s'unissant avec la plupart des autres partis francophones en une Union des partis modérés, avec Vincent Boulekone comme premier chef du parti.

## Sièges à l'Assemblée représentative
| Élection | Sièges |
| -------- | ------ |
| 1975     | 2 / 29 |
| 1977     | 5 / 39 |
| 1979     | 2 / 39 |